# 大津びわ子
大津 びわ子（おおつ びわこ、1957年〈昭和32年〉1月3日 - ）は日本のラジオパーソナリティ。愛称は『びわりん』。

## 略歴
滋賀県大津市出身。
幼稚園の先生になりたいと思い、滋賀県立大津高等学校卒業後、神戸女学院大学家政学部児童学科に入学。同大学4年生在学中に旅行に行った沖縄で、偶然居合わせた『MBSヤングタウン』のディレクターにナンパされ食事に行ったところ、トーク力を評価されて『MBSヤングタウン』にレギュラー出演することになる。1978年4月から1980年9月までは原田伸郎（水曜日）の、1983年4月から1989年9月までは明石家さんま（月曜日）の、それぞれのアシスタントを担当していた。なお、原田のヤンタンに出演していた当時は、ヤンタン出演以外は大阪大学の研究室で秘書として働いていたこともある。
在学していた大学は当時テレビ・ラジオなどのメディア出演に関しては厳しかったという事情もあり、当時のゼミの先生に相談したところ「名前を変えて出てみたらどうか」と助言を受け「大津出身だから『大津びわ子』なんてどうかな」と言われたことが芸名の由来だったという。
1986年11月には、『阪神が泣いた夜』というレコードを発売している（カップリング曲は、リリアンの歌う『阪神が負けたというのに』）。その後結婚・出産により一旦放送の現場を離れた。
2008年3月31日からMBSラジオでスタートした朝のワイド番組『子守康範 朝からてんコモリ!』にアシスタントとしてパーソナリティ復帰。当初は月曜から木曜、その後水曜及び木曜のアシスタントを担当したが、トークが脱線する事が非常に多く、コーナーが時間通りに進行しない事が多々あった。
アニメ声という言葉が定着する前から、その声質を駆使して活躍してきたパーソナリティの一人として知られ、関西ローカルながら、ラジオ業界の中にはファンも多く、大津の存在をリスペクトする人物も多い。
明石家さんまに「日本一の素人」と言われていたが、さんま自身も彼女の才能を認めており、テレビ・ラジオなどでアシスタントを務めた女性の話になると、「大津びわ子が一番しゃべりやすかった。今までのアシスタントの中で彼女が最高」としばしば発言している。
今でもさんまとは親交が深く、「明石家さんまプロデュース　今回もコントだけ」の第15回・大阪公演（2010年3月12日の午後の部）に来場し、ゲスト強制参加のコントで芸能レポーターの井上公造と、フリーアナの宮根誠司そして、大津びわ子と娘にスポットライトを当てられる。その時のさんまの紹介は、「ヤンタンのファンならわかるやろ」だった。

## 娘のTV出演
さんまが司会進行を務めるTV番組『恋のから騒ぎ』（日テレ）に、2009年7月25日から娘（初登場時19歳・大学2年）が出演している。子供の時にはさんまと顔を合わせたこともあり、新人紹介の際には、さんまからかつての仕事仲間の娘であることが紹介された。その際、年齢がさんまの娘・IMALUと同じであると自己紹介。さんまは母親と同じ「びわりん」というあだ名をつけた。
登場後しばらくは、出演可否の判断材料となるアンケート回答が採用されたことが無かったものの、2009年8月15日放送で、他のメンバーの回答に関して「縛られるのが好き」と発言したことがもとで、説教部屋送りとなった。さんまは度々母親について言及し嘆いていた。この発言が元で、翌週放送分より愛称が「Mりん」に変えられた。
大津が仕事を再開したのは、娘が大学に入学した時期と同じ。つまり、産んだ娘の高校卒業までは母親業に専念していたのである。2010年3月20日放送の16期ご卒業スペシャルでは、番組スタッフの取材インタビューを受け、本名がばらされるとともに「お母さんも縛られるのが好き?」という質問に「もちろん」と回答。改めてさんまを驚かせたとともに、母娘で声や仕草が似ていることに他のメンバーも驚いた。

## 担当番組
テレビ
- びわりんの歌ってミレド、おしゃべりトマト（テレビ神奈川、1984年）

ラジオ
- MBSヤングタウン月曜日（MBSラジオ）[1]
- のぶりんのちょっとオールディーズ（MBSラジオ）
- MBSミュージックタウン（MBSラジオ）
- お茶しましょ（MBSラジオ）
- 子守康範 朝からてんコモリ!（MBSラジオ、2008年3月31日～2011年3月31日）
- 歌のない歌謡曲（MBSラジオ、2008年3月31日～2011年3月31日）
- びわ☆VIVA! びわりん♫（FM千里 土曜 15:00-15:30⇒16:00-16:30、2015年10月3日～2017年3月25日）角真也